# Ship Security Alert System
Het Ship Security Alert System (of SSAS) is een alarmsysteem ontworpen voor zeegaande koopvaardijschepen. De bedoeling van het systeem is dat schepen te allen tijde kunnen melden dat zij door piraten worden aangevallen. Wanneer er op een schip op een van de SSAS-knoppen wordt geduwd, worden zowel de vlaggenstaat als de rederij van het desbetreffende schip gealarmeerd. Deze weten dan dat het schip in gevaar is en kunnen verdere stappen ondernemen.

## Schepen met SSAS
SSAS is een beveiligingssysteem dat buiten de ISPS-code valt. De installatie van het systeem is verplicht op alle SOLAS-schepen. Er bestaat echter een uitzondering voor schepen gebouwd voor 1 juli 2004.

## Werking

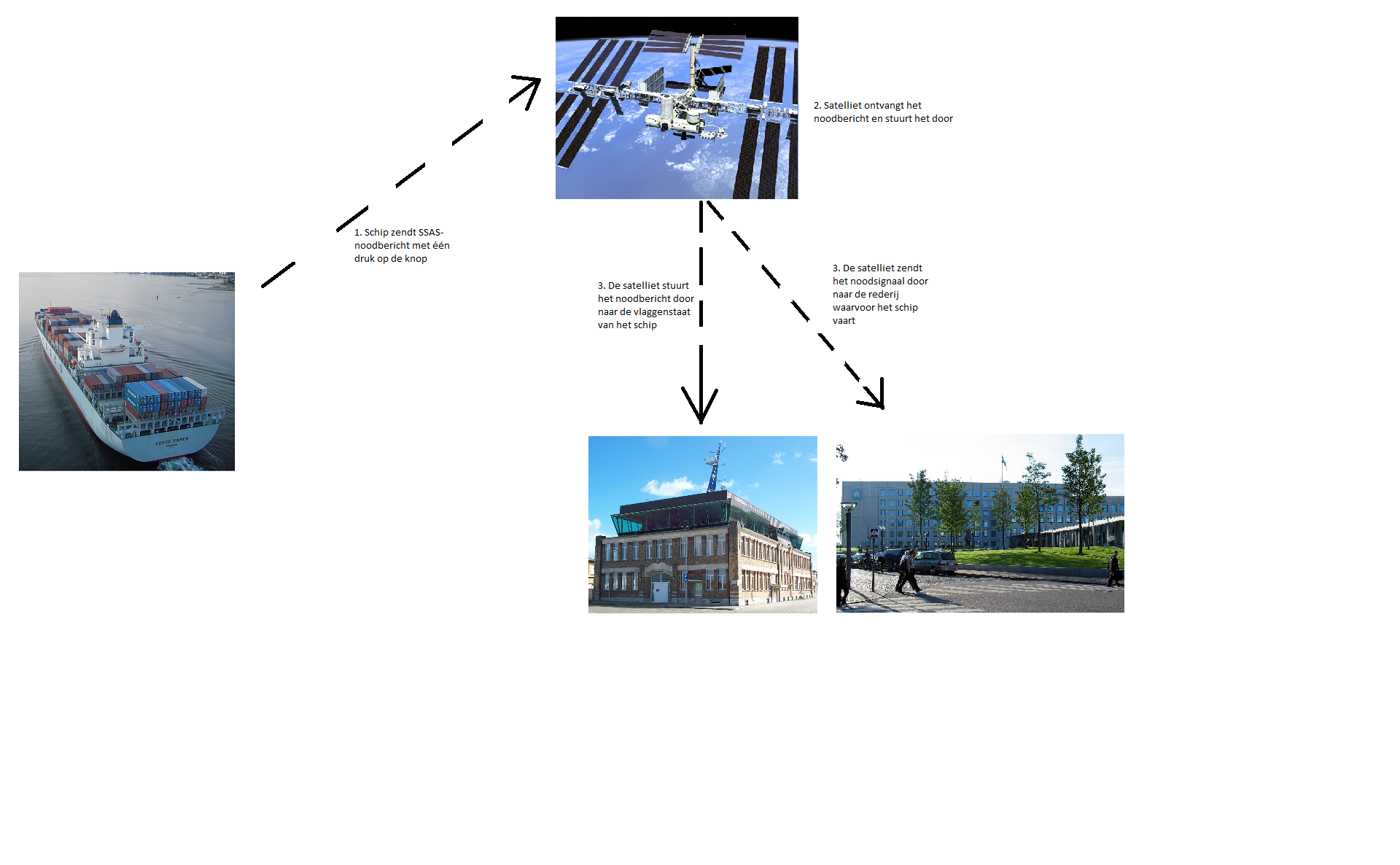
Deze afbeelding beschrijft de werking van het Ship Security Alert System

Het SSAS is een stil alarm. Dit wil zeggen dat er op het schip zelf geen alarmlichtje gaat branden of sirene afgaat wanneer het alarm geactiveerd wordt. Wanneer de kapitein van een koopvaardijschip zijn SSAS activeert, worden via het satellietsysteem Inmarsat-C of Mini-C de vlaggenstaat én de reder van het schip verwittigd. Zo kan de kapitein in geval van een aanval door piraten de kust verwittigen zonder dat de piraten dit merken. Elk SSAS-systeem bestaat uit minstens twee alarmknoppen: één op de brug van het schip en minstens één op een geheime locatie die niet op de veiligheidsplannen van het schip vermeld staat.

## Doel
In de geschiedenis van de scheepvaart zijn er meerdere koopvaardijschepen verdwenen. Van sommige schepen wordt verondersteld dat ze gezonken zijn. In andere gevallen zijn er vermoedens van kaping. Reeds meerdere kapingen zijn gebeurd zonder dat de bemanning iemand kon verwittigen, zoals in het geval van de MV Arctic Sea in 2009. De IMO hoopt met installatie van het SSAS op koopvaardijschepen het aantal succesvolle kapingen van schepen te doen dalen.

## Het bericht
Bij het activeren van het SSAS worden volgende gegevens doorgestuurd.
- Naam van het schip
- IMO-nummer van het schip
- Roepletters van het schip
- MMSI-nummer van het schip
- Positie van het schip
- Koers en snelheid van het schip
- Datum en tijd in UTC waarop het noodsignaal wordt verstuurd